# Cameroon-Airlines-Flug 3701
Der Cameroon-Airlines-Flug 3701 (Flugnummer UY3701) war ein Flug der Cameroon Airlines vom Flughafen Cadjehoun in Cotonou, Benin zum Flughafen Yaoundé in Kamerun. Am 3. Dezember 1995 kam es auf diesem Flug zu einem schweren Zwischenfall, als eine Boeing 737-2K9 mit dem Luftfahrzeugkennzeichen TJ-CBE im Landeanflug einen uneingedämmten Triebwerksschaden erlitt und abstürzte. Bei dem Unfall kamen 71 der 76 Menschen an Bord ums Leben. Es ist heute (März 2019) der drittschwerste Flugunfall in Kamerun.

## Flugzeug und Insassen
Bei dem verunglückten Flugzeug handelte es sich um eine Boeing 737-2K9, die zum Zeitpunkt des Unfalls 10 Jahre und 4 Monate alt war. Die Maschine wurde im Werk von Boeing in Renton, Washington montiert und absolvierte am 14. August 1985 ihren Erstflug, ehe sie im gleichen Monat neu an Cameroon Airlines ausgeliefert wurde. Das Flugzeug trug die Werksnummer 23386, es handelte sich um die 1143. Boeing 737 aus laufender Produktion. Die Maschine wurde mit dem Luftfahrzeugkennzeichen TJ-CBE zugelassen und erhielt den Taufnamen Nyong. Das zweistrahlige Schmalrumpfflugzeug war mit zwei Triebwerken des Typs Pratt & Whitney JT8D-15A ausgestattet. Zum Zeitpunkt des Unfalls hatte die Maschine 18.746 Flugstunden bei 23.233 Starts und Landungen absolviert.
Es befanden sich 76 Menschen an Bord, eine fünfköpfige Besatzung und 71 Passagiere.

## Unfallhergang
Die Maschine sollte an diesem Tag einen Flug vom Flughafen Cotonou in Benin zum Flughafen Douala in Kamerun durchführen. Die Maschine war um 20:22 Uhr UTC gestartet. Der Flug sollte etwa eine Stunde dauern. Die Maschine flog dabei auf einer Reiseflughöhe von 33.000 Fuß (ca. 10.000 Meter). Der Flug verlief zunächst ohne besondere Vorkommnisse. Um 21:32 Uhr erhielt die Maschine die Freigabe zur Landung auf Bahn 30. Nachdem die Piloten im Anflug auf Douala das Fahrwerk ausfuhren, zeigte eine Kontrolllampe an, es sei nicht ausgefahren. Die Piloten kontaktierten die Flugsicherung in Douala und teilten ihr mit, wegen Problemen mit dem Fahrwerk einen Fehlanflug durchführen zu wollen.
Minuten später wollten die Piloten einen weiteren Anflug durchführen, bemerkten dabei jedoch nicht, dass Triebwerk Nr. 2 auf voller Leistung lief, während Triebwerk Nr. 1 stillstand. Der Fluglotse beobachtete noch, wie die Maschine eine scharfe Linkskurve flog. Die Maschine stürzte schließlich in einen Mangrovensumpf. Die Boeing wurde bei dem Unfall völlig zerstört.
Von den 76 Personen an Bord überlebten lediglich zwei Besatzungsmitglieder und drei Passagiere.

## Folgen
Wie später festgestellt wurde, war die Verdichterschaufel des linken Triebwerks wegen Materialermüdung gebrochen, wodurch die Flugbahn beeinträchtigt wurde. Die Besatzung hatte das Durchstartmanöver zu spät eingeleitet und dabei nicht erkannt, dass zu dem Zeitpunkt nur ein Triebwerk verfügbar war. Dies führte zu einem Geschwindigkeitsverlust und einem Strömungsabriss, durch den es letztlich zum Absturz kam.
Die beiden Flugschreiber wurden 14 Stunden nach dem Absturz geborgen. Das NTSB stellte fest, dass ihre Daten nicht auswertbar waren, da die Geräte zu lange dem Feuer ausgesetzt waren.